# EMV

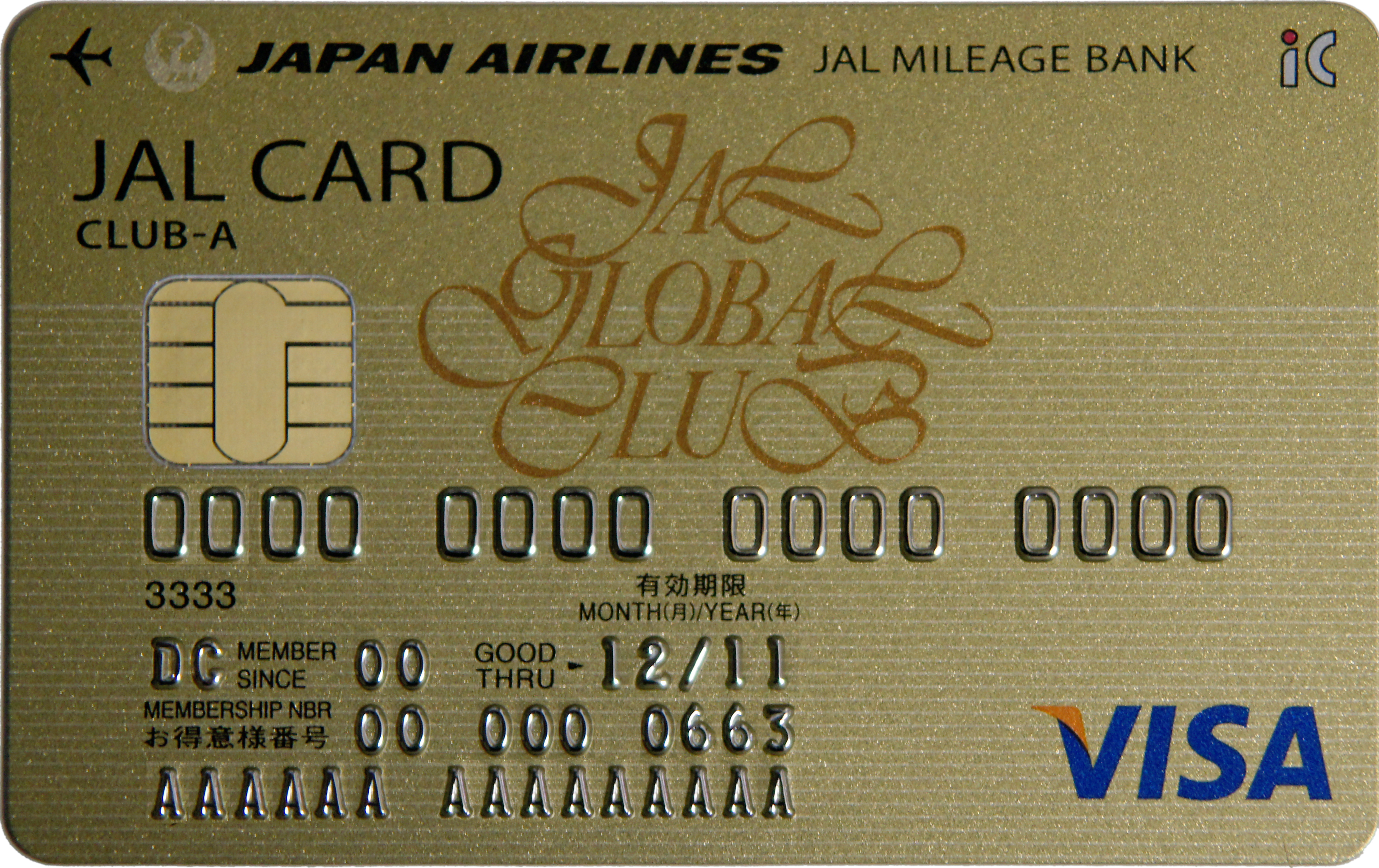
Банківська картка платіжної системи Visa із квадратними позолоченими контактами (знизу) для під'єднання до чипа.

EMV (Europay, MasterCard та VISA)  — міжнародний стандарт для операцій з банківських карток з чипом. Цей стандарт розроблений спільними зусиллями компаній Europay, MasterCard і Visa, щоб підвищити рівень безпеки фінансових операцій.
Основна відмінність для користувача картки стандарту EMV — переважна вимога введення PIN-коду при проведенні будь-якого платежу через термінал (наприклад, в магазинах, ресторанах). Проте, ця вимога не є обов'язковою. При бажанні банк-емітент може налаштувати CVM-лист чип-картки так, що в першу чергу вона буде запитувати підпис. 
Стандарт EMV визначає фізичну, електронну та інформаційну взаємодію між банківською карткою та платіжним терміналом для фінансових операцій. Існують стандарти, засновані на ISO/IEC 7816 для контактних карток, і стандарти ISO/IEC 14443 для безконтактних карток.
Перший стандарт для платіжних карток Cartes Bancaires M4 створений у Франції в 1986. EMV також передував стандарт Geldkarte в Німеччині. EMV повністю сумісний з цими двома стандартами. Франція перевела всі картки, що випускаються на території країни, на стандарт EMV.
Найпоширеніші варіації стандарту EMV:
- VSDC — VISA;
- MChip — MasterCard;
- AEIPS — American Express;
- J Smart — JCB.

У травні 2010 заявлено, що United Nations Federal Credit Union в Нью-Йорку випустить першу картку стандарту EMV в США